# Klaudia Regin
Klaudia Regin (28 de agosto de 1997) es una deportista de Polonia que compite en atletismo. Ganó una medalla de oro en el Campeonato Mundial de Atletismo Sub-20 de 2016, en la prueba de lanzamiento de jabalina.